# Raul Bragança Neto
Raul Bragança Neto (1946 − 16 de abril de 2014) fue un primer ministro de la República africana de Santo Tomé y Príncipe. Ejerció dicho cargo desde el 19 de noviembre de 1996 hasta el 5 de enero de 1999. Fue miembro del Movimiento para la Liberación de Santo Tomé y Príncipe / Partido Social Demócrata (MLSTP-PSD).